# Pinnarpsbäcken/Stenån
Pinnarpsbäcken/Stenån este o arie protejată (arie specială de conservare — SAC, sit de importanță comunitară — SCI) din Suedia întinsă pe o suprafață de 6,3 ha, integral pe uscat.

## Localizare
Centrul sitului Pinnarpsbäcken/Stenån este situat la coordonatele 57°58′05″N 15°30′37″E / 57.968°N 15.5103°E.

## Înființare
Situl Pinnarpsbäcken/Stenån a fost declarat sit de importanță comunitară în aprilie 2004 pentru a proteja un număr necunoscut de specii din flora spontană și fauna sălbatică aflate în arealul zonei. Situl a fost protejat și ca arie specială de conservare în martie 2011.

## Biodiversitate
Situată în ecoregiunea boreală, aria protejată conține 2 habitate naturale: Taiga vestică, Cursuri de apă de la nivel de câmpie la nivel montan, cu vegetație Ranunculion fluitantis și Callitricho-Batrachion.
La baza desemnării sitului se află un număr nedeclarat de specii protejate.